# 斎藤万寿雄

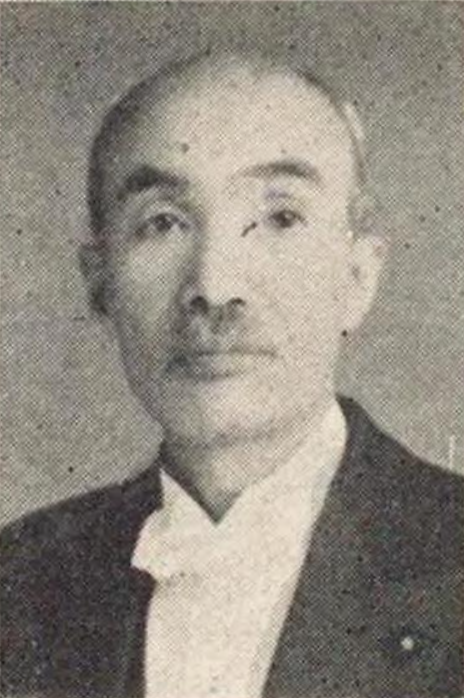
斎藤万寿雄

斎藤 万寿雄（齋藤 万壽雄、さいとう ますお、1889年（明治22年）5月 - 1954年（昭和29年）3月26日）は、大正・昭和期の農業経営者、政治家、実業家。貴族院多額納税者議員。

## 経歴
千葉県出身。斎藤萬衛文の長男として生まれる。1909年（明治42年）大喜多中学校（現千葉県立大多喜高等学校）を卒業。1912年（大正元年）家督を相続し農業を営む。
1917年（大正6年）夷隅郡西畑村（現在の大多喜町）会議員に就任。同村長、千葉県会議員、同自作農審議会委員、同地方森林会議員などを務めた。1939年（昭和14年）千葉県多額納税者として貴族院議員に互選され、同年9月29日から1947年（昭和22年）5月2日の貴族院廃止まで在任した。在任中は研究会に所属した。
実業界では、西畑酒造社長、西畑水電社長、千葉地方木材社長、小草畑銀行取締役、上総銀行取締役、桜組工業監査役などを務めた。
その他、千葉県森林組合連合会会長、大日本山林会評議員、千葉県耕地協会評議員、日本赤十字社支部商議員なども務めた。

## 家族
妹の初恵は男爵・池田謙斎の四男充四郎に嫁いだ。